# Aculops hamatus
Aculops hamatus är en spindeldjursart som först beskrevs av Johan Ivar Liro 1942.  Aculops hamatus ingår i släktet Aculops, och familjen Eriophyidae. Arten är reproducerande i Sverige.